# H. Rider Haggard
Sir Henry Rider Haggard, KBE (n. 22 iunie 1856, Bradenham⁠(d), Breckland, Anglia, Regatul Unit al Marii Britanii și Irlandei – d. 14 mai 1925, Londra, Anglia, Regatul Unit) a fost un scriitor englez de romane de aventuri cu acțiunea în locuri exotice, predominant în Africa, și un întemeietor al genului Lume pierdută. S-a implicat și în reforma agrară a Imperiului Britanic. Lucrările sale, scrise spre sfârșitul erei victoriene, rămân și astăzi populare.

## Lucrări
- King Solomon's Mines (1885)

ro.:Minele regelui Solomon
- Allan Quatermain (1887)
- Ea[11] (She, 1887)
- Cleopatra (1889)
- The World's Desire (1890); scris împreună cu Andrew Lang
- Eric Brighteyes (1891)
- Nada the Lily (1892)
- Montezuma's Daughter (1893); scris împreună cu Andrew Lang

ro.:Fiica lui Montezuma
- The People of the Mist (1894)
- The Brethren (1904)
- Ayesha sau întoarcerea Ei (Ayesha: The Return of She, 1905)
- Ea și Allan (1921)